# Vit man
Vit man är en diktsamling av Artur Lundkvist utgiven 1932.
Boken var författarens fjärde diktsamling. Kjell Espmark har i sin bok Livsdyrkaren Artur Lundkvist betecknat den som avslutningen på den första primitivistiska fasen i Lundkvists författarskap.
I sin självbiografi beskriver Lundkvist samlingen som "en tämligen brokig sammanställning av dikter från ett par år" vilken "rymde nostalgiska tillbakablickar på bygdelivet samtidigt som den införde en erotisk frispråkighet, gällande för sexualromantik" samt "strävanden som ville närma naturen och industrin, idyllen och fabrikerna till varandra". Boken rymmer även politiska och sociala dikter, bland andra Kulier.

## Mottagande
Vit man fick vid sin utgivning starkt nedlåtande omdömen av kritiker som Sten Selander och Ture Nerman, som var emot alla nya strömningar i litteraturen. Nerman hade som rubrik på sin recension "Vit man på barbarstadiet!". Samlingen fick däremot ett positvt mottagande av Hjalmar Gullberg som under rubriken "Skånsk idyll med atlantvind" recenserade den i Bonniers litterära magasin i oktober 1932. Gullberg uppehöll sig mest vid Lundkvists nordskånska motiv, ansåg att det var en förnyelse av den skånska idyllen i A.U. Bååths och Ola Hanssons efterföljd och utnämnde den till Lundkvists dittills bästa samling.
Gullberg skrev att "Vinden som blåser i hans poesi är starkt västlig, atlantvind" och jämförde med Walt Whitman. Han framhöll det "monumentala poemet Landsbygd" som med "målande bilder" och "inte i fristående situationer utan som filmsekvenser, avlösande varandra" är en "stationssamhällenas poesi". Han framhöll även Bybilder med sina "nya friska variationer av den skånska idyllen", stycken med primitivistisk naturdyrkan och "den antimilitaristiska dikten Fälttjänst, en av stämningen från Whitmans Leaves of grass buren hymn till gräset som är lika i alla land, utvidgas denna naturdyrkan till universell samhörighetskänsla".